# Nate Hinton
Nathaniel "Nate" Robert Hinton (Carolina do Norte, 8 de junho de 1999) é um jogador norte-americano de basquete profissional que atualmente joga no Indiana Pacers da National Basketball Association (NBA) e no Fort Wayne Mad Ants da G-League.
Ele jogou basquete universitário pela Universidade de Houston.

## Carreira no ensino médio
Hinton começou a jogar basquete como calouro na Forestview High School em Gastonia, Carolina do Norte, antes de se transferir para a Gaston Day School na mesma cidade. Para sua segunda temporada, ele se mudou para Northside Christian Academy em Charlotte, Carolina do Norte e teve médias de 18 pontos, seis rebotes e quatro roubos de bola. Ele liderou sua equipe para a final da North Carolina Independent Schools Athletic Association (NCISAA). Hinton voltou a Gaston Day para seus dois últimos anos do ensino médio. Em sua terceira temporada, ele teve média de 19,1 pontos e ajudou sua equipe a chegar às semifinais do NCISAA.
Após sua terceira temporada, Hinton liderou o Team Loaded NC para a final do Adidas Gauntlet, chamando a atenção de vários universidades importantes. Em seu último ano, ele teve médias de 19,9 pontos, 7,5 rebotes, 7,7 assistências e quatro roubos de bola, ajudando Gaston Day a terminar em segundo lugar no NCISAA. Ele marcou 2.217 pontos em sua carreira no ensino médio.

### Recrutamento
Hinton era um recruta de quatro estrelas de consenso e se comprometeu a jogar basquete universitário na Universidade de Houston. Ele se tornou o principal recruta a ingressar no programa sob o comando do técnico Kelvin Sampson.
| Nome | Cidade Natal                           | Escola                 | Altura             | Peso           | Data                   |
| --- | -------------------------------------- | ---------------------- | ------------------ | -------------- | ---------------------- |
| Nate HintonSG | Gastonia, NC                           | Gaston Day School (NC) | 6 ft 6 in (1.98 m) | 198 lb (90 kg) | 17 de Setembro de 2017 |
| Nate HintonSG | Recrutamento: Rivals: 247Sports: ESPN: |                        |                    |                |                        |
| Rankings: Rivals: 127º \| 247Sports: 116º |                                        |                        |                    |                |                        |
| - Nota: Em muitos casos, Scout, Rivals, 247Sports e ESPN podem entrar em conflito em suas listas de altura e peso, nestes casos, a média foi obtida. - Fonte: |                                        |                        |                    |                |                        |

## Carreira universitária
Em 6 de janeiro de 2019, Hinton foi nomeado o Calouro da Semana da AAC depois de registrar 19 pontos e nove rebotes na vitória por 90-77 sobre Memphis. Em 10 de março, ele conseguiu seu primeiro duplo-duplo de 16 pontos e 11 rebotes na vitória por 85-69 sobre Cincinnati, ajudando Houston a conquistar o título da temporada regular da AAC. Como calouro, ele teve médias de 7,2 pontos, 4,4 rebotes e 1,1 assistências e foi selecionado para a Equipe de Novatos da AAC.
Em 11 de dezembro de 2019, Hinton registrou 25 pontos e 10 rebotes em uma vitória por 71-63 sobre o UT Arlington. Em 3 de janeiro de 2020, ele registrou 16 rebotes e 5 roubos de bola, os recordes da Fertitta Center, em uma vitória por 78-63 sobre a UCF. Em seu segundo ano, Hinton teve médias de 10,6 pontos, 8,7 rebotes, dois assistências e 1,4 roubos de bola, sendo selecionado para a Segunda-Equipe da AAC.
Em 5 de abril, ele se declarou para o draft da NBA de 2020, mantendo sua elegibilidade universitária. Em 18 de maio, Hinton anunciou que havia contratado um agente e permaneceria no draft, renunciando aos dois anos restantes de elegibilidade universitária.

## Carreira profissional

### Dallas Mavericks (2020–2021)
Depois de não ser selecionado no draft de 2020, Hinton assinou um contrato de mão dupla com o Dallas Mavericks. Em 2 de fevereiro de 2021, foi anunciado que Hinton teria sua primeira missão na G-League com o Long Island Nets. Logo após, ele se mudou para o Santa Cruz Warriors. Em 27 de agosto de 2021, ele foi dispensado pelos Mavericks.

### Indiana Pacers / Fort Wayne Mad Ants (2021–Presente)
Em 7 de setembro de 2021, Hinton assinou um contrato de 10 dias com o Indiana Pacers. Posteriormente, ele se juntou ao afiliado da G-League, o Fort Wayne Mad Ants. Em 14 jogos, ele teve médias de 8,4 pontos e 5,5 rebotes. Em 30 de dezembro, ele assinou um contrato de 10 dias com o Indiana e em 9 de janeiro de 2022, foi readquirido por Fort Wayne.
Em 7 de abril de 2022, os Pacers assinaram um contrato de mão dupla com Hinton.

## Estatísticas da carreira

### NBA

#### Temporada regular
| Ano     | Equipe | PJ | PT | MPJ | AP   | 3P   | LL   | RT | AS | BR | TO | PPJ |
| ------- | ------ | -- | -- | --- | ---- | ---- | ---- | -- | -- | -- | -- | --- |
| 2020–21 | Dallas | 21 | 0  | 4.4 | .357 | .211 | .700 | .4 | .4 | .3 | .1 | 2.0 |

### Universitário
| Ano      | Equipe   | PJ | PT | MPJ  | AP   | 3P   | LL   | RT  | AS  | BR  | TO | PPJ  |
| -------- | -------- | -- | -- | ---- | ---- | ---- | ---- | --- | --- | --- | -- | ---- |
| 2018–19  | Houston  | 37 | 1  | 19.2 | .413 | .337 | .857 | 4.4 | 1.2 | 1.0 | .1 | 7.2  |
| 2019–20  | Houston  | 31 | 31 | 30.3 | .410 | .387 | .756 | 8.7 | 2.0 | 1.4 | .2 | 10.6 |
| Carreira | Carreira | 68 | 32 | 24.7 | .411 | .362 | .806 | 6.5 | 1.6 | 1.2 | .1 | 8.9  |

Fonte:

## Vida pessoal
O pai de Hinton, Dr. Benjamin Hinton, é pastor da Igreja Batista do Tabernáculo de Deus em Gastonia desde março de 1991. Hinton teve uma educação religiosa.